# Szkiritész
A szkiritészek (Σκιρῖται) a spártai állam határán lakó, a perioikoszokéhoz hasonlítható helyzetű csoport voltak. Lakedaimón északi hegyvidékén az árkádiai határon az Oinusz és az Eurotasz folyók közötti területen – Szkiritiszben – laktak.
Későbbi szerzők (Sztephanosz Büzantiosz és alexandriai Hészükhiosz)szerint árkádiai származásúak voltak. Életmódjuk alapvetően vidéki volt, falvakban laktak főleg Oionban és Karüaiban. Területük barátságtalan, de stratégiailag fontos volt Spártának, mivel a Tegea felé vezető úton feküdt. Helyzetük a perioikoszokéhoz hasonló volt, de Thuküdidész rámutatott néhány különbségre.
Háború esetén a szkiritészek elit könnyűgyalogságot alkottak. Thuküdidész szerint mindig a balszélen harcoltak, de ahol a phalanxot fenyegették. Éjjel őrszemekként a hadsereg előtt helyezkedtek le, és felderítőkként, portyázókként megtisztították az utat a királynak, aki előtt csak ők mentek.